# Смикув (гміна)
Гміна Смикув (пол. Gmina Smyków) — сільська гміна у східній Польщі. Належить до Конецького повіту Свентокшиського воєводства.
Станом на 31 грудня 2011 у гміні проживало 3763 особи.

## Територія
Згідно з даними за 2007 рік площа гміни становила 62.11 км², у тому числі:
- орні землі: 47.00%
- ліси: 48.00%

Таким чином, площа гміни становить 5.45% площі повіту.

## Населення
Станом на 31 грудня 2011:
| Опис     | Загалом | Загалом | Чоловіки | Чоловіки | Жінки | Жінки |
| -------- | ------- | ------- | -------- | -------- | ----- | ----- |
| одиниця  | осіб    | %       | осіб     | %        | осіб  | %     |
| все      | 3763    | 100     | 1908     | 50.70    | 1855  | 49.30 |
| міське   | 0       | 100     | 0        |          | 0     |       |
| сільське | 3763    | 100     | 1908     | 50.70    | 1855  | 49.30 |

## Сусідні гміни
Гміна Смикув межує з такими гмінами: Конське, Мнюв, Радошице, Стомпоркув.